# 羅廷繡
羅廷繡（1509年—？），字公裳，號仲山，又號聞野，陝西西安府邠州淳化縣人，民籍，明朝政治人物。

## 生平
嘉靖十年（1531年）辛卯科陝西鄉試第五十二名舉人，十七年（1538年）中式戊戌科會試第三百七名，三甲第一百五十八名進士。授行人司行人，升吏部郎中，調太常寺少卿、提督四夷館，二十九年（1550年）十一月升通政使司右通政、提督謄黃，三十二年（1553年）八月升太僕寺卿，三十三年（1554年）十一月升都察院右僉都御史、巡撫四川，三十六年（1557年）二月考察調南京別用，六月丁父憂。

## 家族
曾祖羅楫，開州知州，配韓氏；祖父羅九霄，壽官，配姚氏；父羅仁夫（1493年-1557年），字孟居，號壽峰，樂平縣知縣。母袁氏，封恭人。弟羅廷紱。